# Sébastien Beaulieu
Pour les articles homonymes, voir Beaulieu.
 (septembre 2019).
Sébastien Beaulieu, né le 4 janvier 1991 à Québec, est un snowboarder canadien spécialisé en  snowboard  alpin. 

## Biographie
Sébastien Beaulieu est né à Sherbrooke, au Québec. C'est l'aîné d'une famille composée de sa mère Anne, de son père Jean Beaulieu,, et de son petit frère Frédérick.  
Il découvre les sports de glisse dès son enfance, débutant le ski alpin à l'âge de 5 ans au Mont Orford, dans la région d'Estrie au Québec, avant de se tourner vers la planche à neige à 7 ans. À 12 ans, il évolue vers la planche alpine.

## Carrière sportive
Il fait ses débuts en compétition en 2003, à l'âge de 13 ans, remportant une médaille d'or dans la catégorie amateur lors de sa première course. À la ﬁn de cette même saison, il participe aux championnats canadiens juniors.
À l’âge de 15 ans, il rejoint les compétitions Nor-am (en), circuit nord-américain organisé par la Fédération internationale de ski. Ses résultats lui permettent d’accéder à l’équipe du Québec à 16 ans, ce qui lui offre l'opportunité de participer à des camps d'entrainement au Chili. À 18 ans, il intègre l’équipe nationale de développement et s'installe au Mont Tremblant pour s’entraîner sous la direction de Patrik Gaudet, entraîneur de l’équipe du Québec.
Il intègre l'équipe nationale canadienne de snowboard alpin, à 21 ans, puis l'équipe nationale sénior à 23 ans.
En 2016, il remporte le titre de champion canadien de surf des neiges en slalom géant en parallèle. Cette même année, en raison d'une interruption de son financement par Canada Snowboard,, il lance une campagne de collecte de fonds afin de poursuivre sa carrière sportive.
Il s’entraîne à temps plein et parcourt le monde pour participer aux épreuves de la coupe du monde, avec comme objectif de devenir l’un des meilleurs de sa discipline.
Il participe aux compétitions de la coupe du monde et vise une qualification pour les Jeux olympiques d'hiver de 2022 qui se dérouleront à Pékin en Chine,.

## Études
En 2018, il s'inscrit au baccalauréat en intervention sportive à l'Université Laval, qu'il suit en parallèle de ses entraînements et ses compétitions.

## Bourses
Ses performances académiques et sportives lui ont permis d'obtenir plusieurs bourses, notamment :
- Une bourse de la Banque Nationale par la Fondation de l'athlète d'excellence du Québec (2010-2011).

- Une bourse « Hydro-Québec » (2008-2009).

- Une bourse d'étude de la Fondation Nordique (2019-2020).

Membre de l'équipe du Québec de 2007 à 2010, en juin 2010, il est nommé dans l'équipe nationale de développement en 2010 avant d'intégrer l'équipe nationale sénior en 2012. 

## Résultats

### Championnats du monde
- 24e position aux championnats du monde 2017

### Coupe du monde
- Deux Top 10 en coupe du monde  : 7e aux étapes de la saison 2017-2018 à Bansko en janvier 2018 et de la saison 2018-2019 à Scuol en 2019[9]
- 23 Top 30 en Coupe du monde [10]

### Circuit nord-américain
- Sept victoires[11]
- 26 podiums[12]

### Autres compétitions
- Champion canadien junior de PGS en 2009 et 2011
- Médaille d’or aux Jeux du Canada à Halifax en 2011
- Athlète de l’année nommé par l’Association Québec Snowboard en 2010 et 2012
- Vice-champion de la Coupe Noram 2014-2015 et 2015-2016
- Champion canadien de PSL en 2015 et 2018
- Champion canadien de PGS 2017 et 2019
- Champion provincial à 5 reprises
- Plusieurs top 10 en Coupe d'Europe
- 7 victoires sur le circuit course FIS[13]
- 12 podiums sur le circuit course FIS[14]